# Dryopsophus jungguy
Espèce
Synonymes
- Litoria jungguy Donnellan & Mahony, 2004

Statut de conservation UICN

 NT  : Quasi menacé
Dryopsophus jungguy est une espèce d'amphibiens de la famille des Pelodryadidae.

## Répartition
Cette espèce est endémique du Queensland en Australie. Elle se rencontre dans les régions de la Cassowary Coast, de Cairns et des Tablelands.

## Description

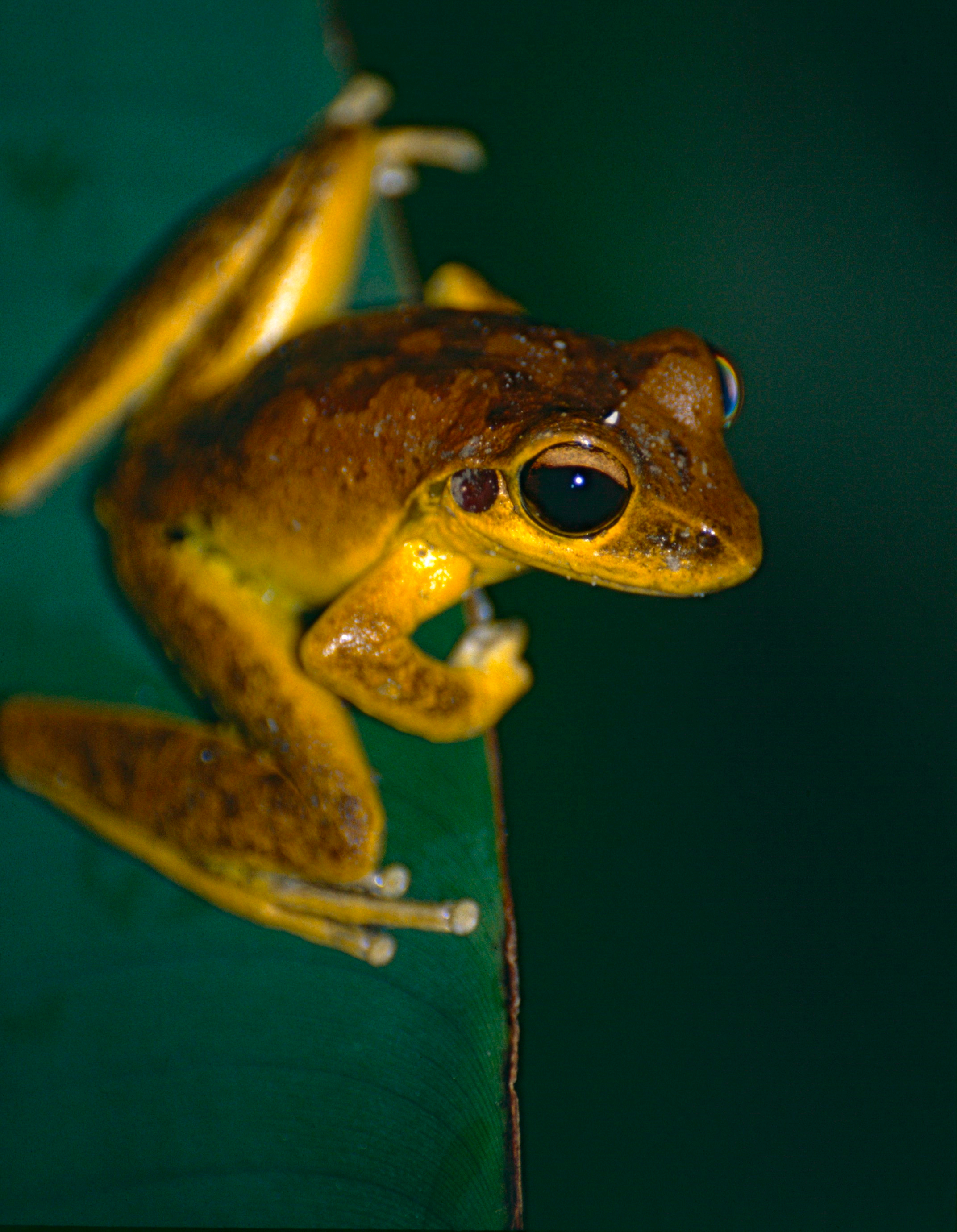
Dryopsophus jungguy

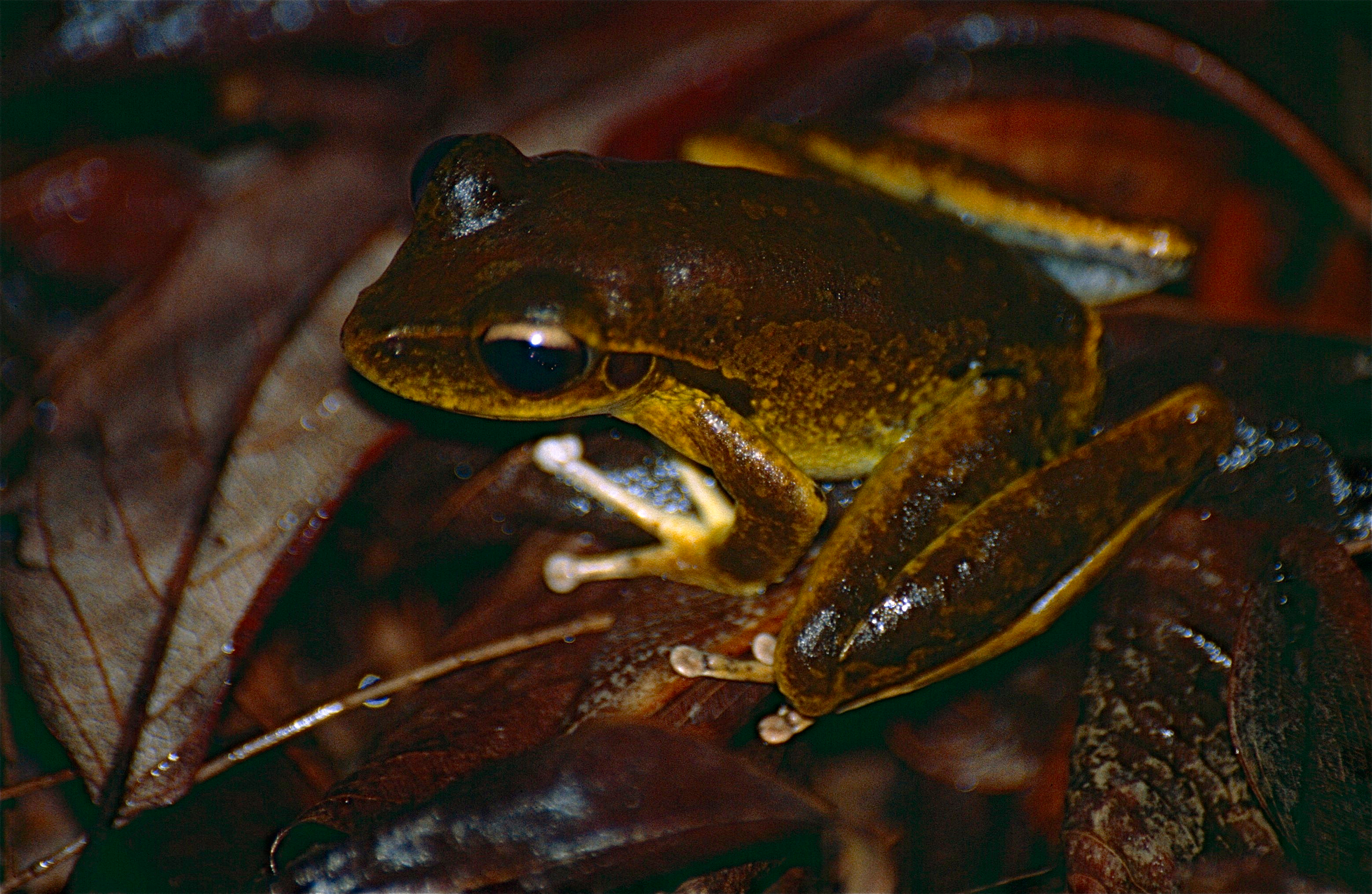
Dryopsophus jungguy

Les mâles mesurent de 31 à 48 mm et les femelles de 44 à 71 mm.

## Publication originale
- Donnellan & Mahony, 2004 : Allozyme, chromosomal and morphological variability in the Litoria lesueuri species group (Anura : Hylidae), including a description of a new species. Australian Journal of Zoology, vol. 52, no 1, p. 1-28.